# Paul Stuckenbruck

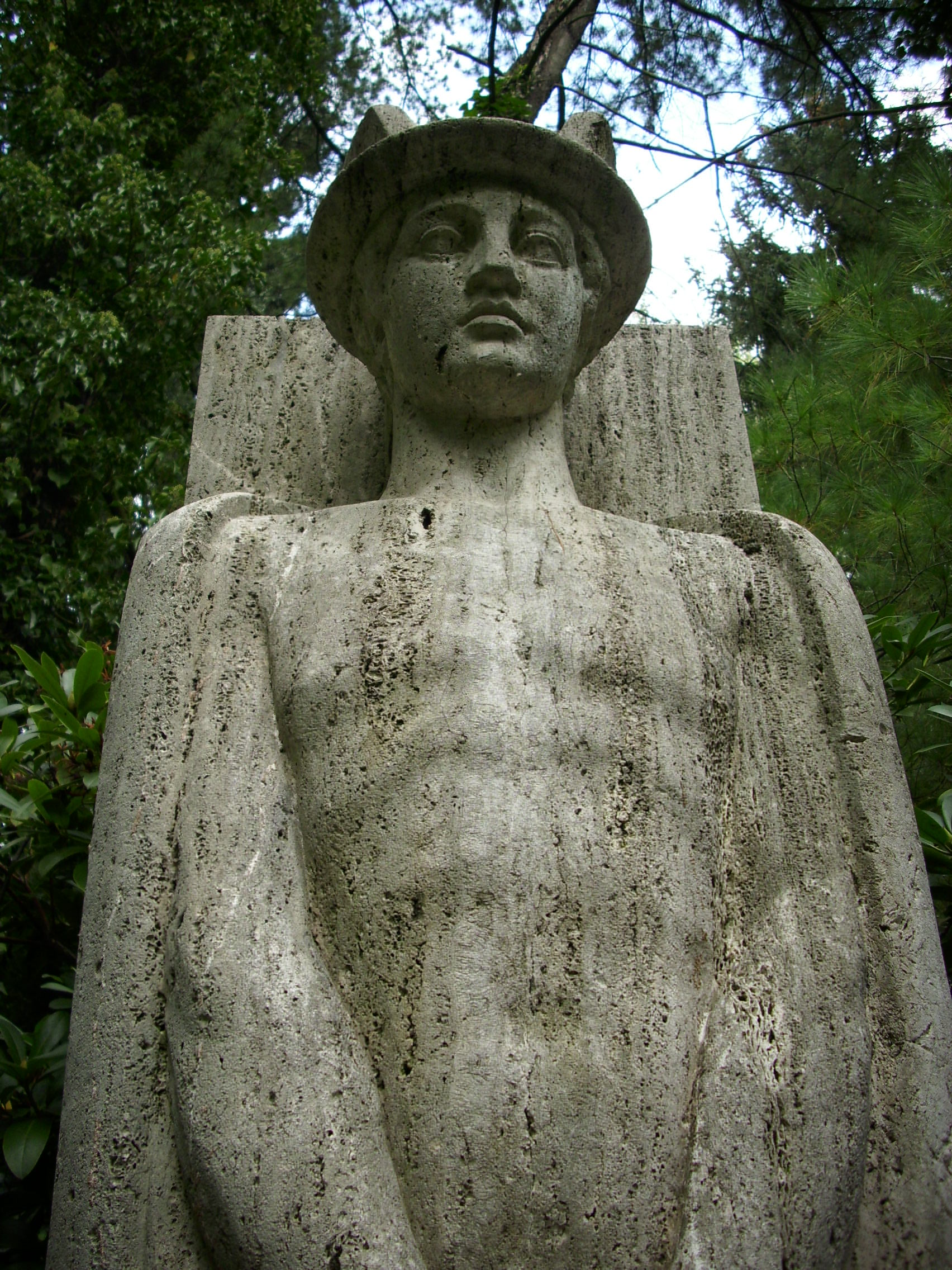
Paul Stuckenbruck: Figur des Merkur für das Grabmal Langhoff, Südfriedhof Leipzig

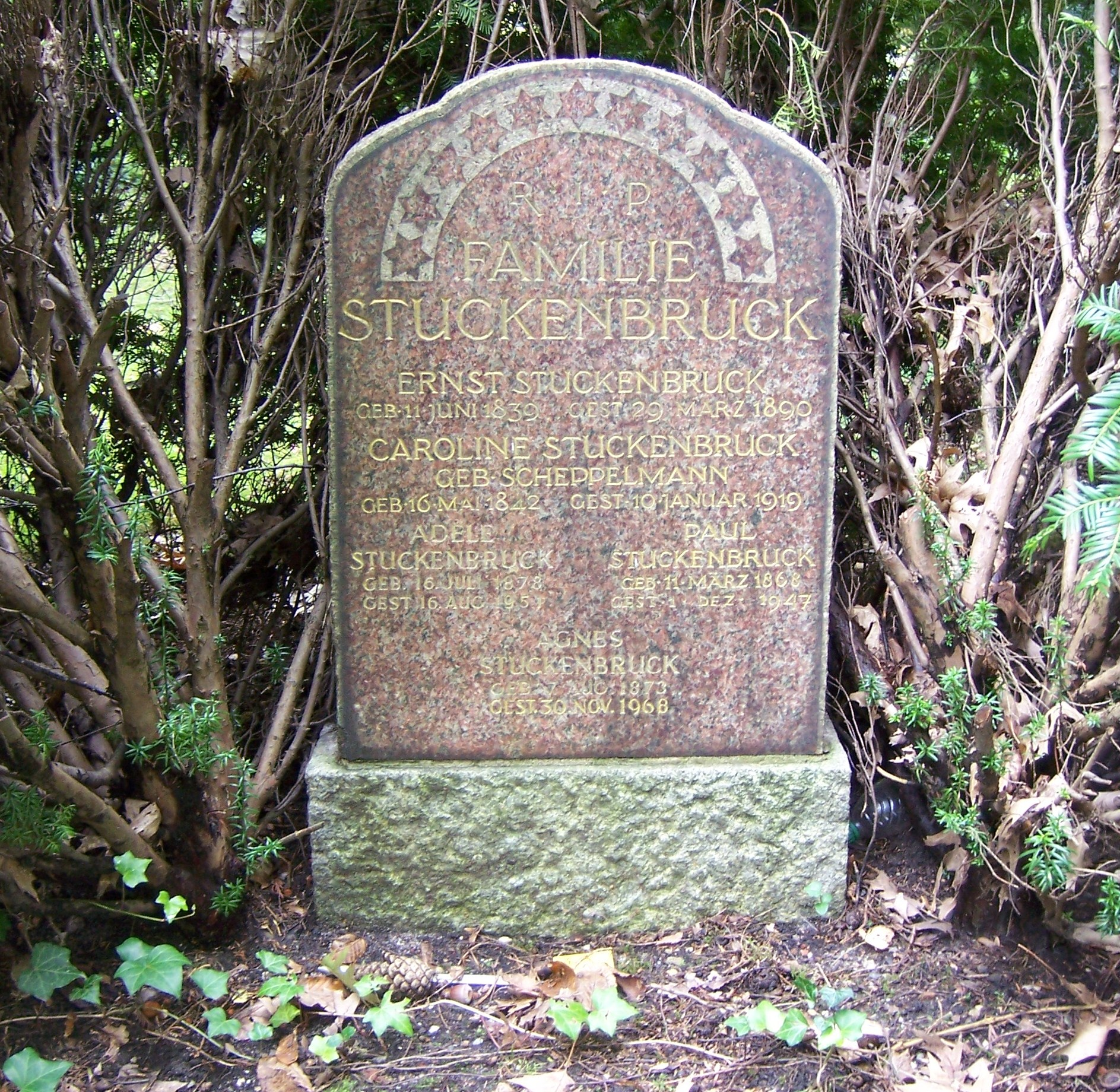
Grabstätte Paul Stuckenbruck und Angehörige auf dem Südfriedhof Leipzig

Paul Hermann Robert Wilhelm Stuckenbruck (* 11. März 1868 in Leipzig; † 1. Dezember 1947 ebenda) war ein Bildhauer und Restaurator.

## Leben

### Familie
Paul war der Sohn des Schriftsetzers Ernst Stuckenbruck (1839–1890) und dessen Ehefrau Caroline, geb. Scheppelmann (1842–1919). Getauft wurde er in der evangelisch-reformierten Kirche in Leipzig. Wie seine beiden Schwestern, Agnes (1873–1968) und Adele (1878–1954), blieb auch er unverheiratet und lebte gemeinsam mit ihnen bis zu seinem Tode in der elterlichen Wohnung.

### Ausbildung
Seine akademische Ausbildung erhielt er von Ostern 1883 bis Ostern 1890 an der Leipziger Kunstakademie bei Melchior zur Strassen. Nach Abschluss seiner Studien arbeitete er als Geselle bei dem Leipziger Bildhauer und Medailleur Adolf Lehnert. Anschließend zog es ihn nach Berlin, wo er sich im Atelier von Nikolaus Geiger, nach dessen frühen Tod bei Rudolf Siemering und ab 1905 bei Otto Lessing weiterbildete.

### Kunstschaffen
Seit Ende der 1890er Jahre war Paul Stuckenbruck mit eigenen Werken auf Leipziger Kunstausstellungen vertreten. Beim Wettbewerb für das Kaiser-Wilhelm-Denkmal in Chemnitz beteiligte er sich mit einem Entwurf, der auch prämiert wurde.
Ab 1912 war er freischaffend tätig. Er richtete sich sein Atelier in Leipzig ein. Im November 1914 wurde das von ihm gefertigte Denkmal für die Fröbelpädagogin Angelika Hartmann in Köthen eingeweiht. In den folgenden Jahren schuf er zahlreiche Büsten und Relieftafeln, die in Bronze oder Marmor ausgefertigt wurden. Eine wesentliche Einnahmequelle bildeten zudem bauplastische Arbeiten und Entwürfe für Grabmale, wovon viele während des Zweiten Weltkrieges vernichtet bzw. nach dem Krieg zerstört wurden oder verloren gingen. Heute sind von ihm nur noch wenige Werke nachweisbar, die jedoch von einer eigenen Formensprache und künstlerischer Könnerschaft zeugen.
Stuckenbrock war Mitglied des Vereins Bildender Künstler Leipzigs und in der Zeit des Nationalsozialismus der Reichskammer der bildenden Künste. Er war u. a. von 1936 bis 1943 auf vier Großen Leipziger Kunstausstellungen vertreten und hatte 1940 im Leipziger Kunstverein eine Einzelausstellung mit Rudolf Warnecke.
Kurz vor seinem 80. Geburtstag verstarb der Künstler im Beisein seiner Angehörigen. Er wurde zunächst im elterlichen Grab auf dem Neuen Johannisfriedhof in Leipzig beigesetzt. Bei der Auflassung dieses Friedhofs wurden die Urne und der Grabstein auf den Leipziger Südfriedhof überführt.

Werke (Auswahl)
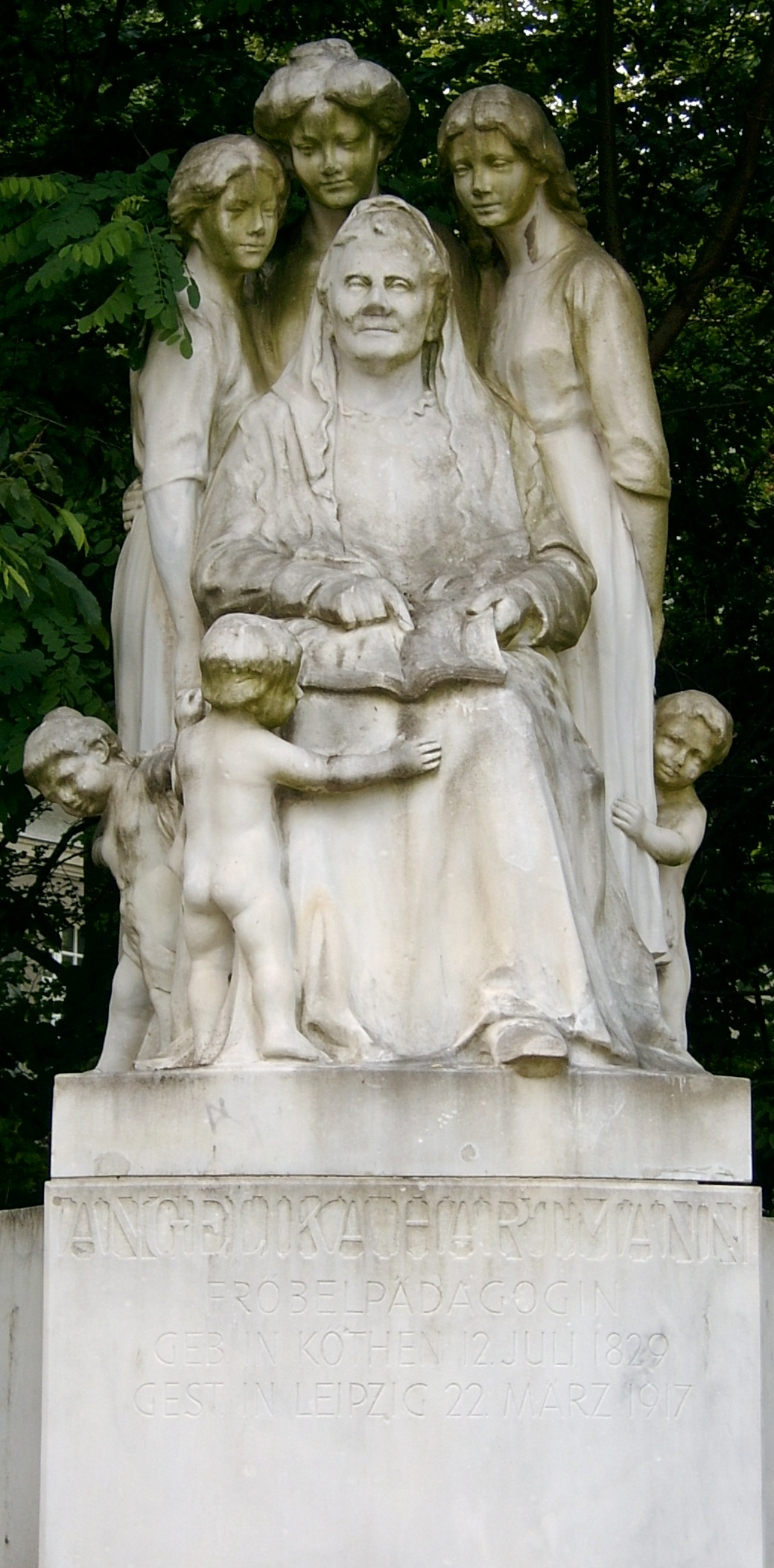
Angelika Hartmann-Denkmal in Köthen
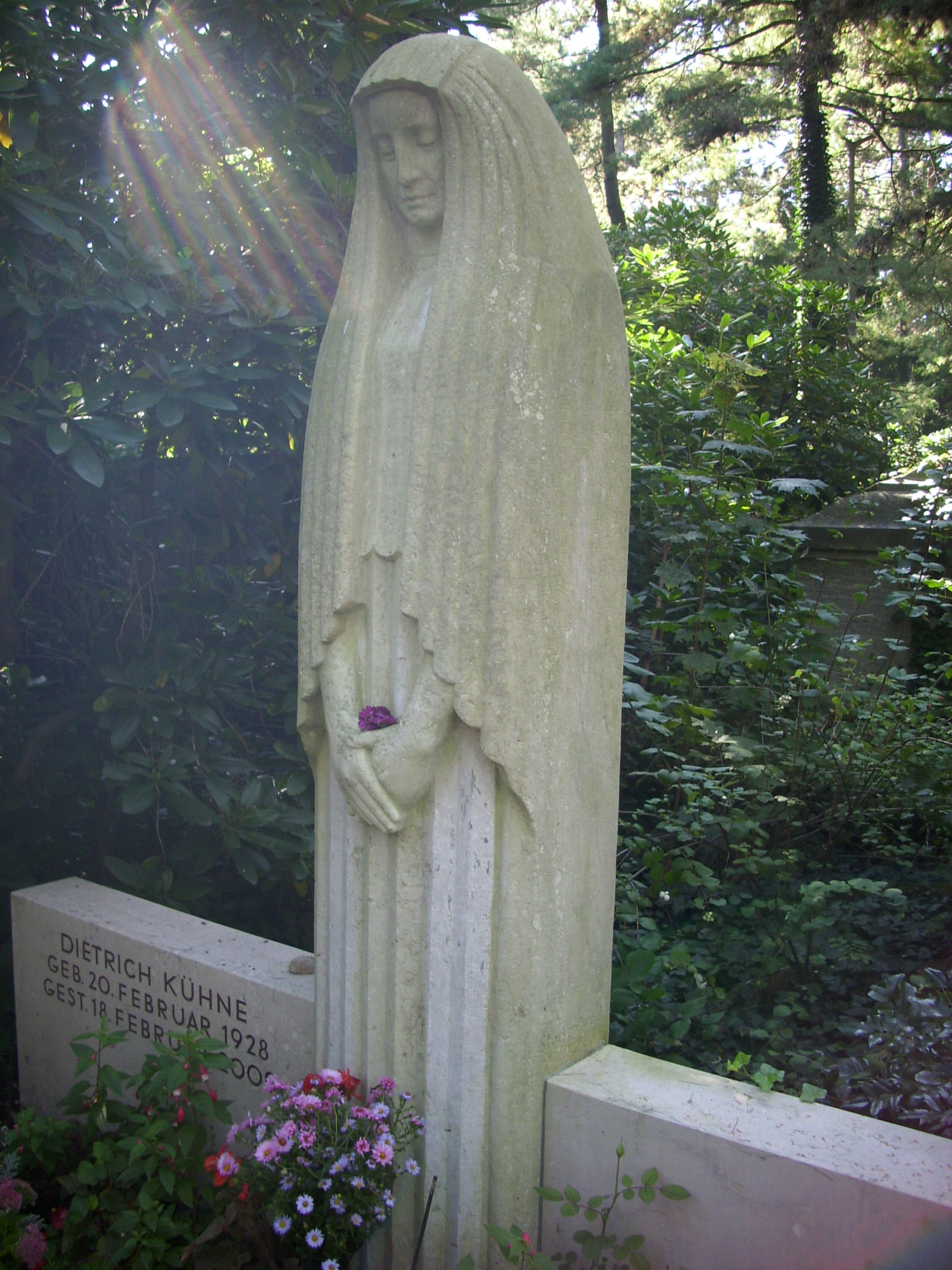
Grabmal Nietzschmann (jetzt: Kühne) auf dem Südfriedhof Leipzig
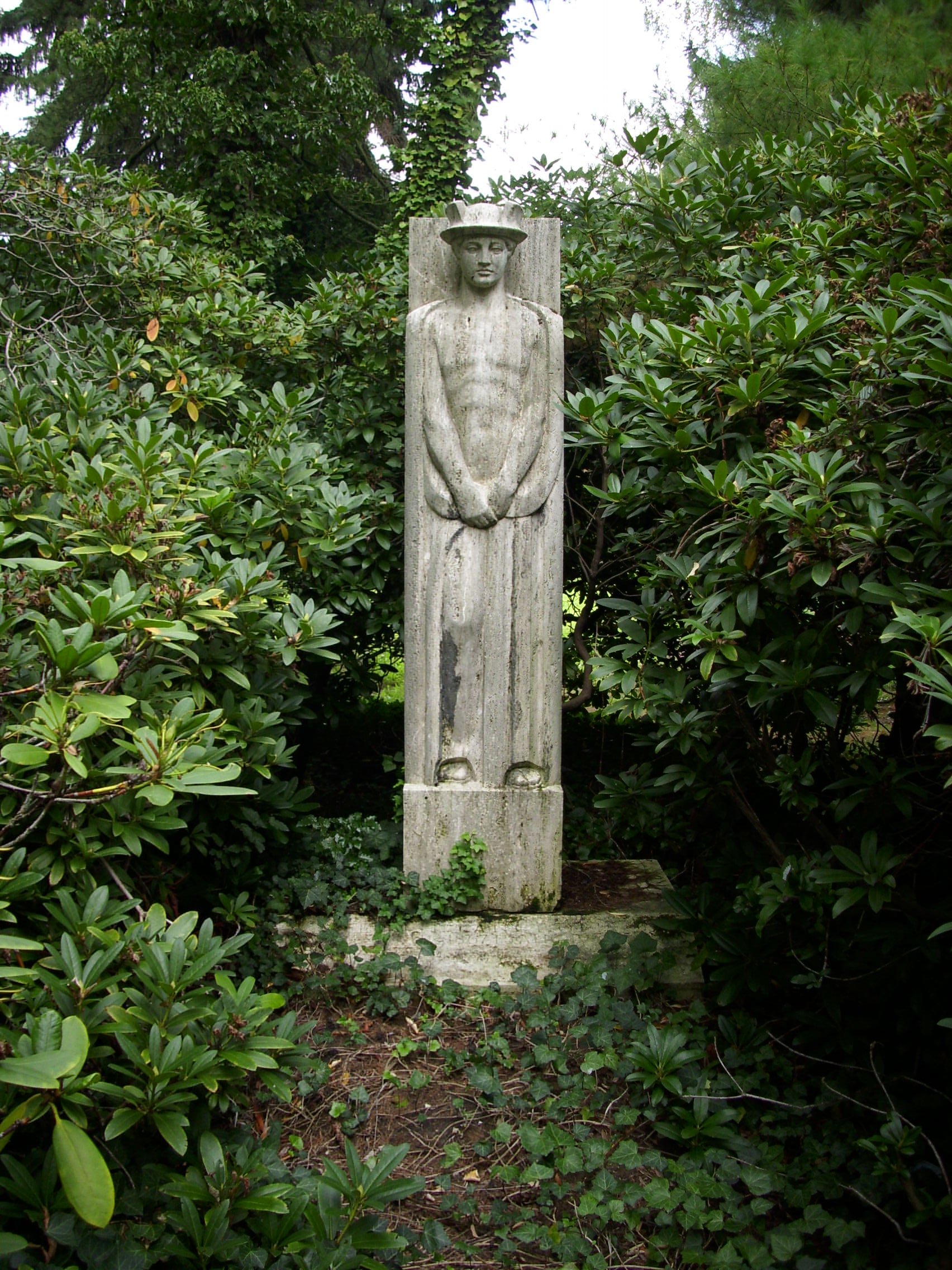
Figur des Merkur für das Grabmal Langhoff auf dem Südfriedhof Leipzig
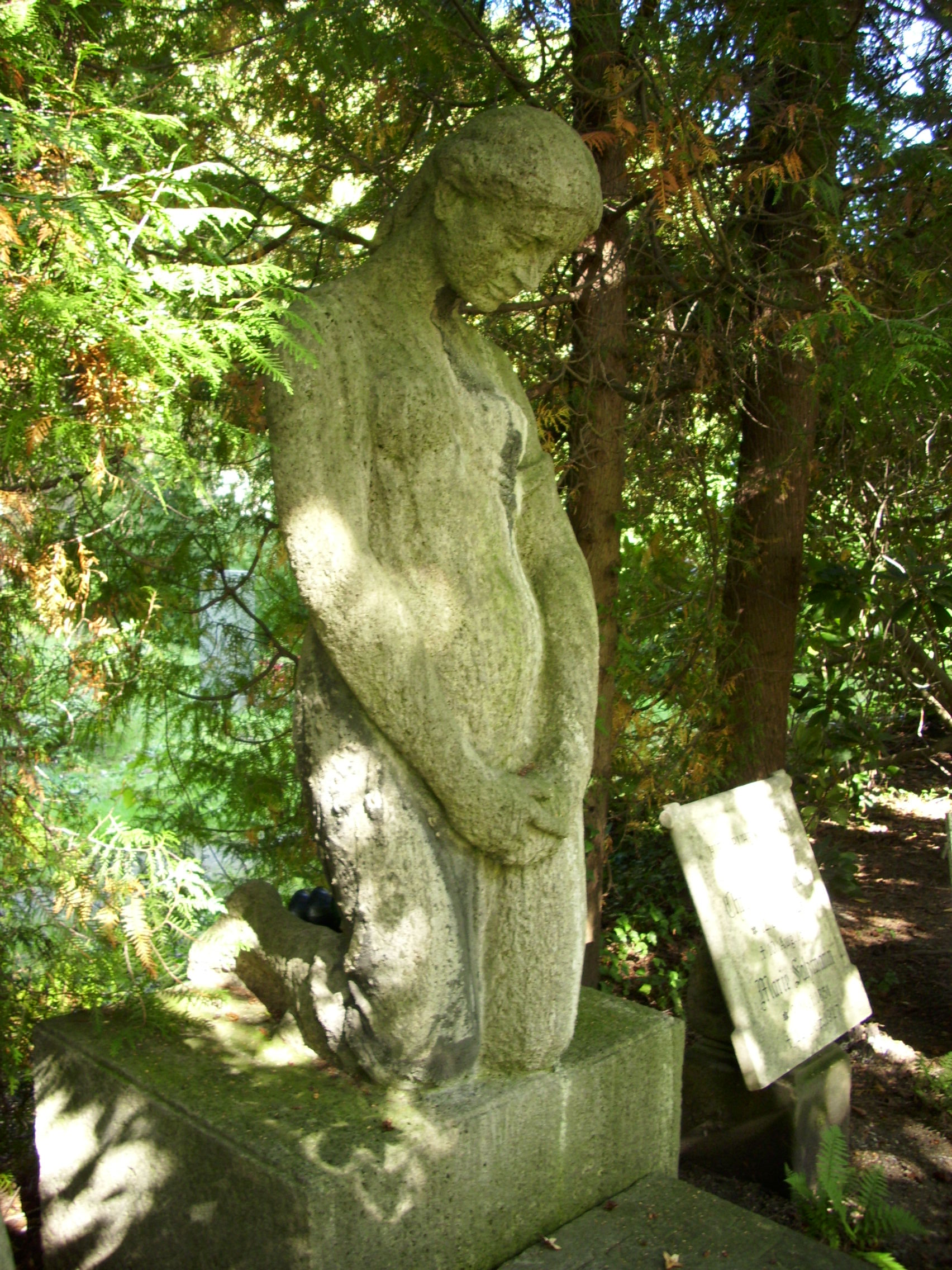
Trauernde für das Grabmal Göttel auf dem Südfriedhof Leipzig
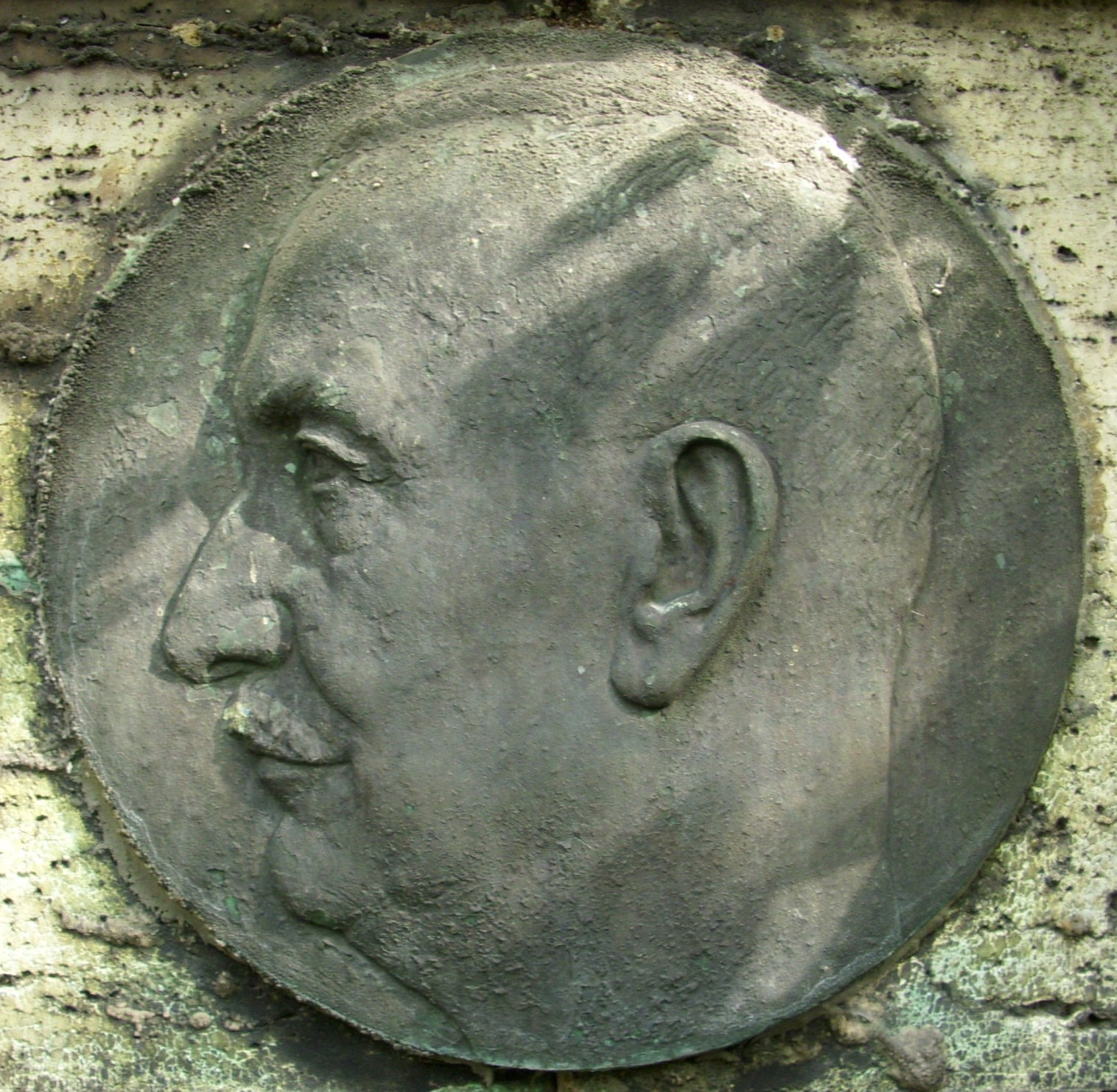
Porträtmedaillon Paul Knaur, Südfriedhof Leipzig
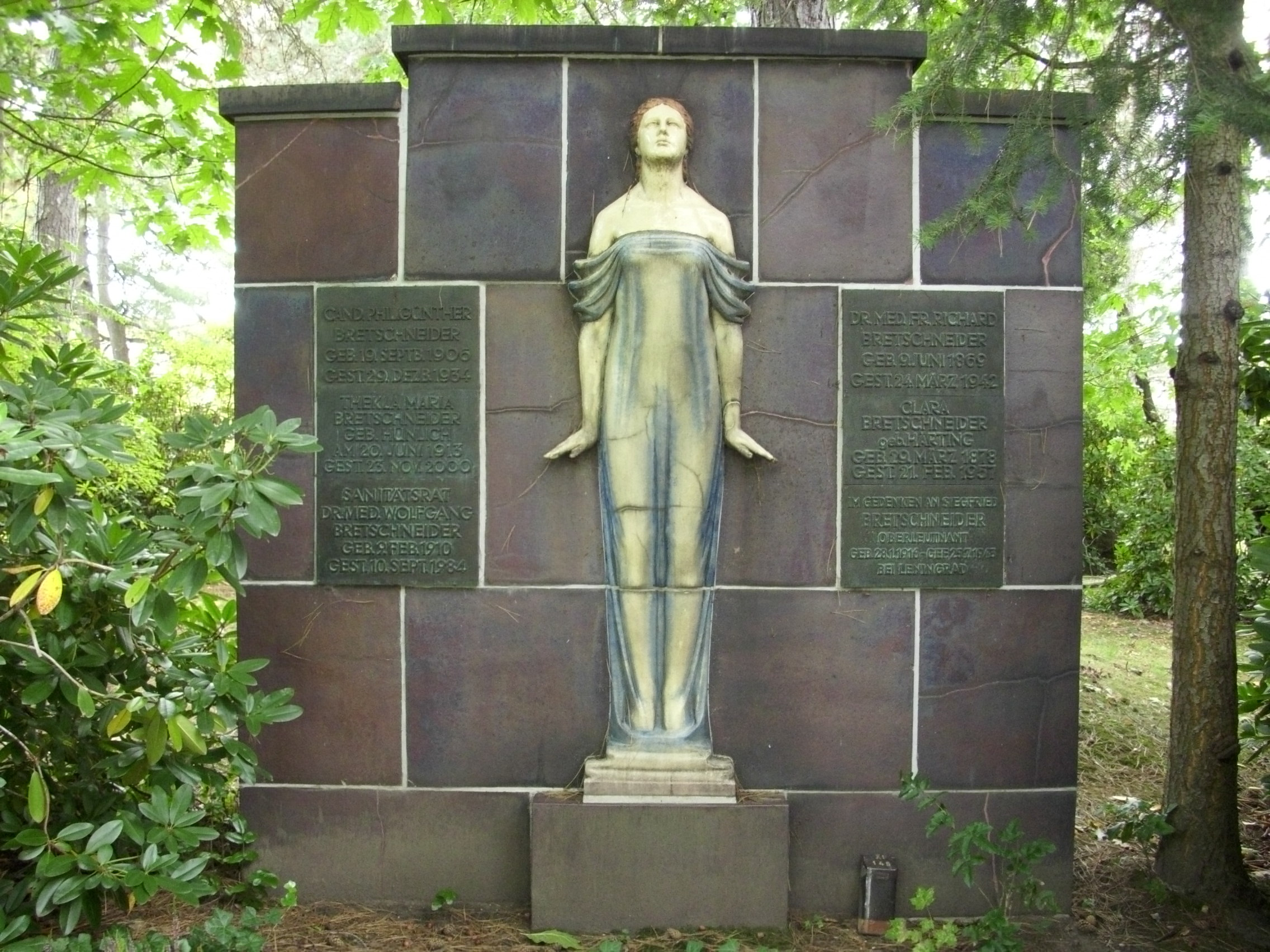
Grabmal Bretschneider auf dem Südfriedhof Leipzig

- 1912 Angelika-Hartmann-Büste, Marmor
- 1914 Denkmal für Angelika Hartmann, Marmor, Köthen
- 1931 Grabmal Nietzschmann, Muschelkalkstein, Südfriedhof Leipzig
- 1932 Grabmal Langhoff, Travertin, Südfriedhof Leipzig
- 1932 Grabmal Göttel, Muschelkalkstein, Südfriedhof Leipzig
- 1934 Porträtrelief Paul Knaur, Bronze, Südfriedhof Leipzig
- 1935 Grabmal Bretschneider, Eisenklinker, Majolika, Südfriedhof Leipzig
- 1943 Brunnengruppe Junge Braunbären, Aluminiumguss, Zoologischer Garten, Leipzig
- 1943 Büste eines jungen Mädchens mit Haarkranz, Marmor, Kunstauktion von Zezschwitz, Auktion 54, Katalog-Nr. 183 vom 3. Juli 2009
- 1944 Kopie der Büste am Carl Friedrich Zöllner-Denkmal, Marmor, Leipzig
- Büste Knabe aus Habana, Marmor, Museum der bildenden Künste, Leipzig
- Büste Mädchen aus Habana, Marmor, Museum der bildenden Künste, Leipzig